# Rue Saint-Jean (Montréal)
Pour les articles homonymes, voir Rue Saint-Jean.
Ne doit pas être confondu avec Boulevard Saint-Jean.
La rue Saint-Jean est une voie de Montréal. 

## Situation et accès
C'est une petite rue historique, d'axe nord-sud, située dans le Vieux-Montréal.

## Origine du nom
L'origine exacte du nom est inconnue. Certains l'associent à Jean-Jacques Olier de Verneuil, membre fondateur de la Société de Notre-Dame de Montréal, elle-même à l’origine de la création de Montréal, mais le nom pourrait aussi rappeler Jean-Baptiste Migeon de Branssat, propriétaire d'un grand jardin au sud de la rue du Saint-Sacrement et juge du bailliage de Montréal.

## Historique
La rue Saint-Jean est créée en 1692, à la requête du gouverneur Frontenac. Cette rue est tracée en même temps que la rue du Saint-Sacrement. 
En 1844, les habitants du secteur déposent une requête pour que la rue Saint-Jean soit prolongée jusqu’à la rue Saint-Jacques. La ville refuse d'accéder à cette demande et les citoyens devront attendre jusqu'en 1862 avant que la rue ne débouche sur la rue Saint-Jacques.

## Bâtiments remarquables et lieux de mémoire

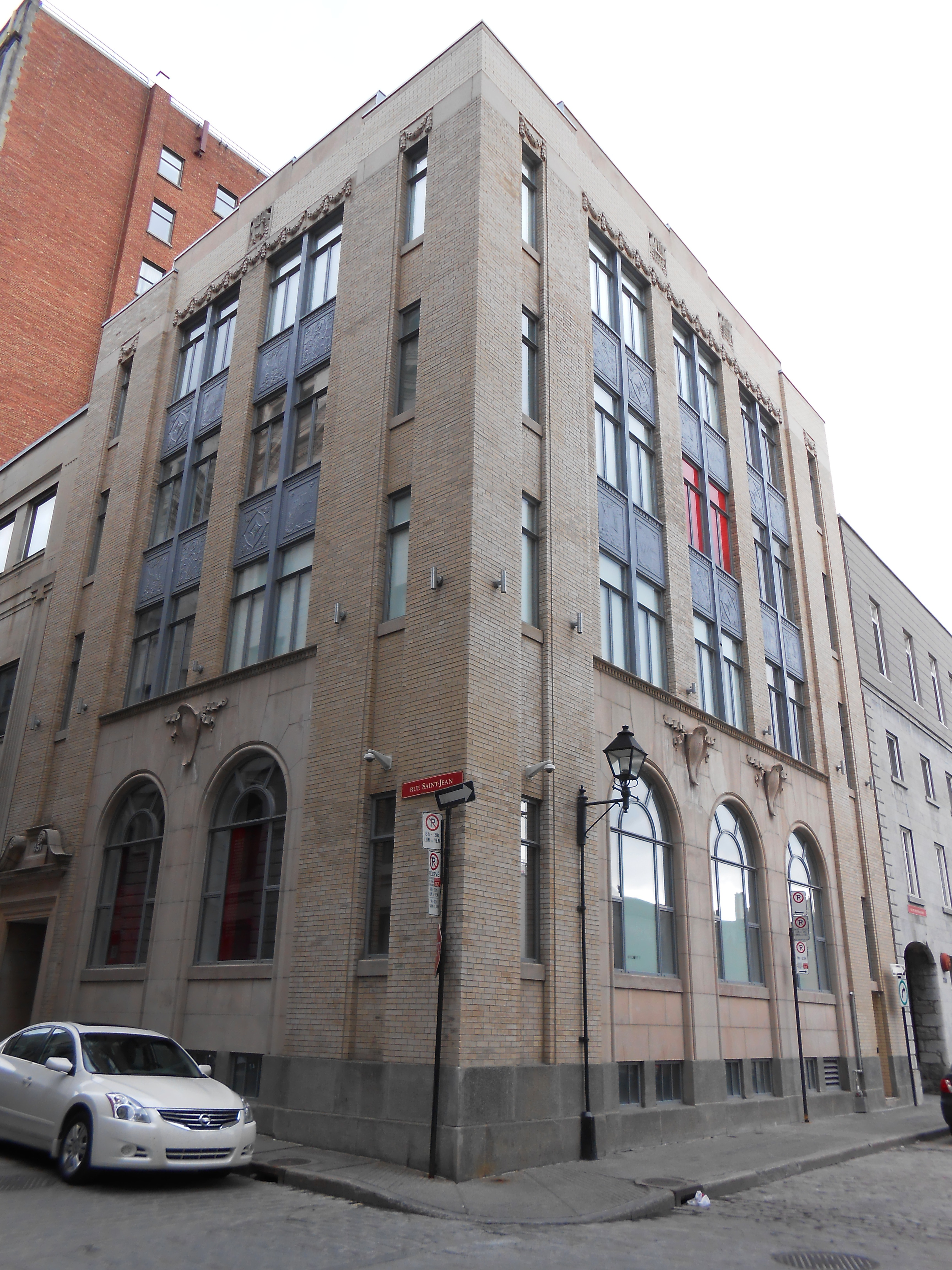
451 : Robert Hampson & Son
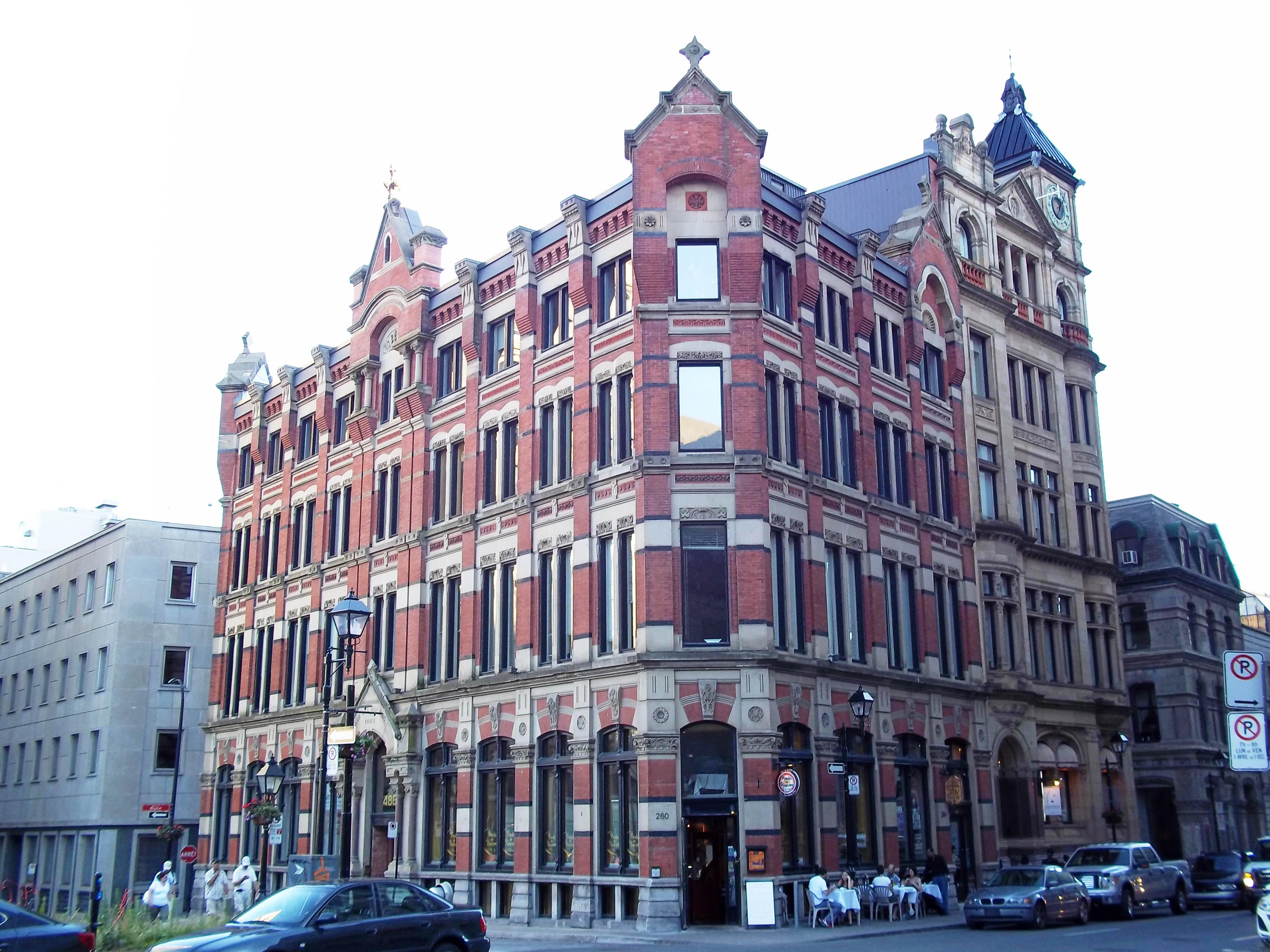
480-486 : Waddell, Vieux Sun Life
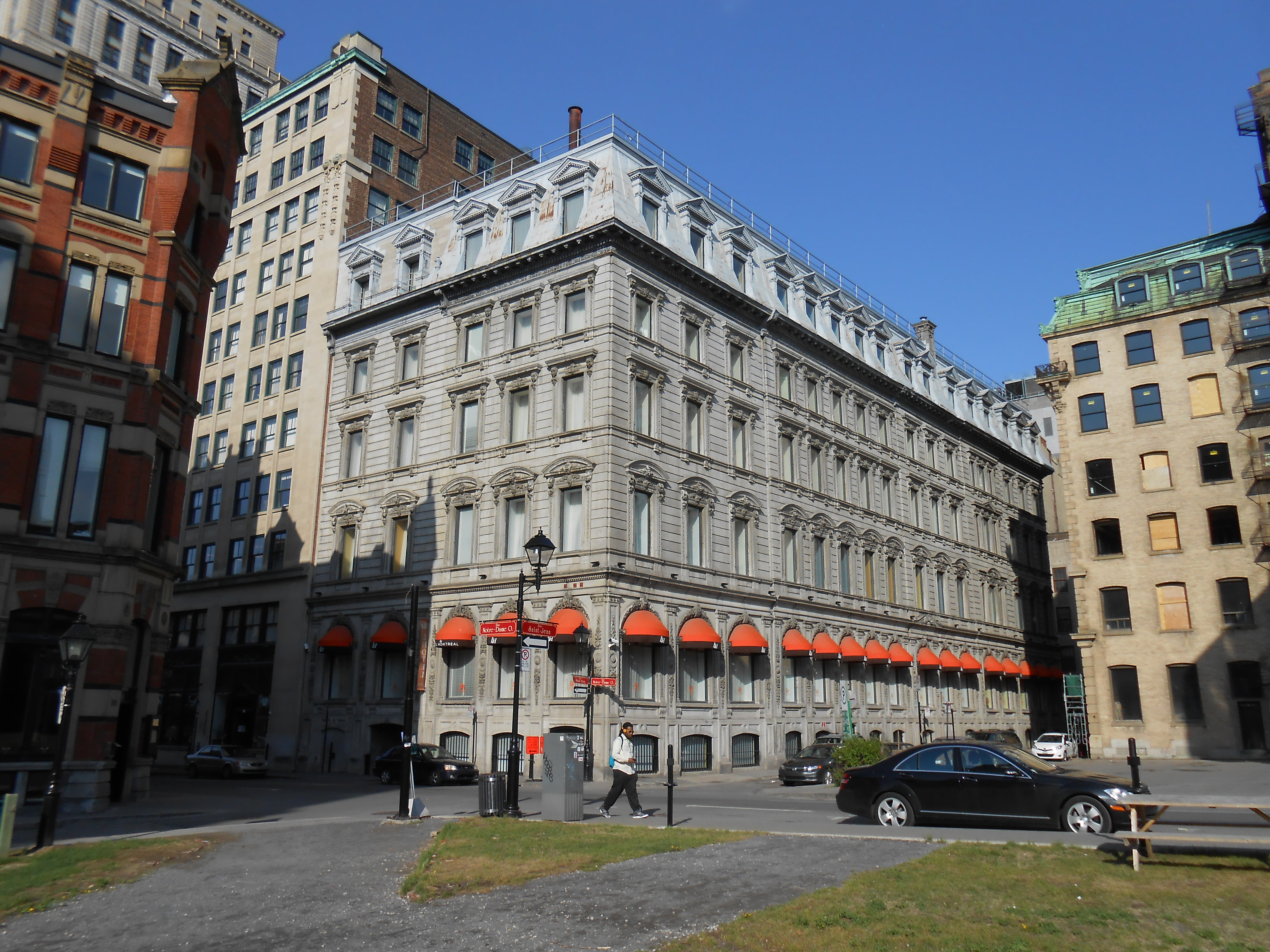
Hôtel XIXe Siècle

### Sources
- Ville de Montréal, Les rues de Montréal. Répertoire historique, Édition Méridien, Montréal, 1995